# Premio Stefano Farina
Il premio Stefano Farina è un riconoscimento calcistico ideato e conferito dall'Unione Sportiva delle Acli.
Patrocinato dalla Federazione Italiana Giuoco Calcio dalla stagione 2017-18, è riservato a quei direttori di gara e dirigenti arbitrali che abbiano dato impulso alla crescita del movimento sportivo.
La premiazione avviene all'interno della manifestazione per il Premio Bearzot, organizzato dalla stessa U.S. Acli.
Il premio è consegnato annualmente dal presidente della FIGC presso il salone d'onore del CONI.
Intitolato alla memoria dell'ex arbitro e dirigente arbitrale Stefano Farina (1962-2017), ha visto al 2025 otto edizioni, vinte rispettivamente da Fabio Maresca, Fabrizio Pasqua, Daniele Orsato, Maurizio Ciampi, Daniele Chiffi, Daniele Doveri, Matteo Marcenaro e Andrea Colombo.

## Albo d'oro
| Stagione | Assegnatario     | Sezione |
| -------- | ---------------- | ------- |
| 2017-18  | Fabio Maresca    | Napoli  |
| 2018-19  | Fabrizio Pasqua  | Tivoli  |
| 2019-20  | Daniele Orsato   | Schio   |
| 2020-21  | Maurizio Ciampi  | Roma    |
| 2021-22  | Daniele Chiffi   | Padova  |
| 2022-23  | Daniele Doveri   | Roma    |
| 2023-24  | Matteo Marcenaro | Genova  |
| 2024-25  | Andrea Colombo   | Como    |